# Transkribus

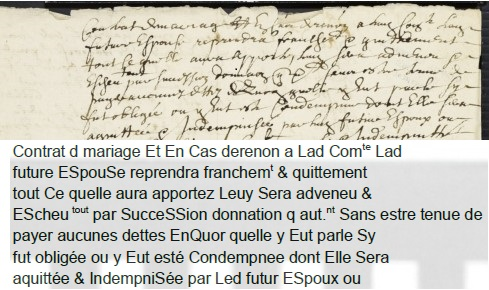
Exemple d'océrisation réalisée par Transkribus (un contrat de mariage)

Transkribus est un logiciel et une plateforme de reconnaissance de texte, d'analyse d'images et de reconnaissance de structure de documents historiques.
En juin 2020, il comptait plus de 37 000 utilisateurs enregistrés. La plateforme a été créée dans le cadre des deux projets européens tranScriptorium (2013-2015)  et READ (Recognition and Enrichment of Archival Documents – 2016-2019),. Il a été développé par l'Université d'Innsbruck. Depuis le 1er juillet 2019, la plateforme est dirigée et développée par la READ-COOP.
La plate-forme intègre des outils développés par des groupes de recherche, notamment le groupe de reconnaissance de formes et de technologie du langage humain (PRHLT) de l'Université technique de Valence, le groupe CITlab de l'Université de Rostock et le Département d’histoire de l'Université de Montréal.